# سانتو أندري
سانتو أندري هي أبرشية ومدينة من مدن البرتغال. يبلغ عدد سكانها 10647 نسمة وذلك حسب إحصائيات سنة 2011. تأسست في عقد 1980 من أجل خدمة صناعة النفط في المنطقة.